# Geografía de Croacia
Croacia (nombre local, Republika Hrvatska) es un estado de la Europa suroriental, en los Balcanes occidentales, a orillas del mar Adriático, entre Bosnia-Herzegovina y Eslovenia. Tiene una frontera de 932 con Bosnia-Herzegovina, una frontera de 670 km con Eslovenia, 329 km con Hungría, 241 km con Serbia (totalmente su provincia autónoma de Voivodina) y 25 km con Montenegro. Esta república dobla en tamaño a Bélgica, y se encorva como un bumerán desde las llanuras de  Panonia en Eslavonia, a través del centro montañoso, hasta llegar a la península de Istria y la accidentada costa adriática.

## Geografía física
Croacia se encuentra en la orilla nororiental del mar Adriático. Colinda con Eslovenia y Hungría al norte; con Serbia al noreste, Montenegro el extremo sureste, y con Bosnia-Herzegovina al sur y al este. Esta república dobla en tamaño a Bélgica, y se encorva como un bumerán desde las llanuras de Panonia en Eslavonia, a través del centro montañoso, hasta llegar a la península de Istria y la accidentada costa adriática, en la región de Dalmacia. El extremo meridional de la costa de la Dalmacia, se encuentran las ciudades más importantes de esta región, Zadar (Zara), Sibenik (Sebenico), y el puerto más grande de Dalmacia, Split (Spalato), luego con la ciudad de Dubrovnik (Ragusa), está separado del resto del país por una saliente de Bosnia-Herzegovina, llamado Neum. Esta localidad constituye el acceso al mar que el presidente Tito otorgara a Bosnia-Herzegovina.
La principal atracción turística de Croacia la constituyen sus playas. El país está formado por 1.778 km de línea costera (5.790 km si se incluyen las islas). Existen 1.185 islas, pero solo 66 están habitadas. Croacia cuenta con siete parques naturales. El montañoso parque nacional de Risnjak alberga numerosos linces, mientras que los frondosos bosques del parque nacional de Paklenica están poblados de insectos, reptiles y aves, entre ellos el buitre leonado, en peligro de extinción. En el parque nacional de Plitvice se pueden encontrar osos, lobos y ciervos.
El clima varía del tipo mediterráneo de la costa adriática, al continental del interior. Las soleadas zonas costeras ofrecen veranos cálidos y secos e inviernos suaves y lluviosos. Las montañas altas de la costa actúan de escudo impidiendo que lleguen los fríos vientos del norte; esto hace que los croatas disfruten de una primavera temprana y un otoño tardío. En Zagreb, las temperaturas medias alcanzan los 27 °C en julio y descienden hasta los 2 °C en enero. En Eslavonia y las montañas nieva en el invierno y llueve ocasionalmente en el verano.
Según WWF, el territorio de Croacia se reparte entre cuatro ecorregiones:
- Bosque templado de frondosas
  - Bosque mixto de Panonia, en el norte
  - Bosque mixto de los Alpes Dináricos, en los Alpes Dináricos
- Bosque mediterráneo
  - Bosque caducifolio de Iliria, en la costa
  - Bosque mixto y esclerófilo del Tirreno y el Adriático, en las islas del Adriático

## Demografía
La población de Croacia es de 4 489 409 habitantes (estimación julio de 2009), lo que da una densidad de 79,33 habitantes por kilómetro cuadrado. El 57% de la población es urbana (2008).

En cuanto a los grupos étnicos, un 89,6% son croatas, de origen eslavo, 4,5% serbios y 5,9% de otros (incluyendo bosnios, húngaros, eslovenos, checos y gitanos) (censo de 2001).

El idioma más hablado es el croata (96,1%), y luego hay minorías de habla serbia 1%, y el 2,9% restante hablan italiano, húngaro, checo, eslovaco y alemán (censo de 2001).

La mayoría de la población es de religión católica (87,8%); otras creencias: ortodoxos 4,4%, otros cristianos (0,4%), musulmanes (1,3%), otros sin especificar 0,9%, ninguna 5,2% (censo de 2001).

La capital es Zagreb (Agram). Otras ciudades importantes son Rijeka y Split. Se divide administrativamente en una ciudad (grad - singular), Zagreb, y veinte condados (zupanije, zupanija - singular): Bjelovarsko-Bilogorska, Brodsko-Posavska, Dubrovacko-Neretvanska (Dubrovnik-Neretva), Istarska (Istria), Karlovacka, Koprivnicko-Krizevacka, Krapinsko-Zagorska, Licko-Senjska (Lika-Senj), Medimurska, Osjecko-Baranjska, Pozesko-Slavonska (Požega-Eslavonia), Primorsko-Goranska, Sibensko-Kninska, Sisacko-Moslavacka, Splitsko-Dalmatinska (Split-Dalmacia), Varazdinska, Viroviticko-Podravska, Vukovarsko-Srijemska, Zadarska y Zagrebacka.

## Geografía económica
Entre los recursos naturales del país se encuentran el petróleo, algo de carbón, bauxita, mena de hierro de grado bajo, calcio, asfalto natural, sílice, mica, arcillas, sal y energía hidráulica.
En cuanto al uso de la tierra, el 23,55 % es tierra arable, 2,24% de cosechas permanentes y otros 74,21% (1998 est.). La tierra irrigada, según estimación de 1998, abarca 30 km².